# لدبروکس
لدبروکس (انگلیسی: Ladbrokes) یک بنگاه شرط‌بندی و قمار است که دفتر مرکزی آن در بریتانیا و در منطقه هارو، لندن واقع است. مالکیت این شرکت را از تاریخ ۱۴ مه ۱۹۹۹ تا ۲۳ فوریه ۲۰۰۶ هتل هیلتون برعهده داشت و بنابراین به نام شرکت عمومی محدود گروه هیلتون شناخته می‌شد. سهام این شرکت در بورس لندن ارائه شده است.

## کشورهای تحت پوشش
لدبروکس از نظر مناطق تحت پوشش، یکی از بزرگترین برندهای شرط بندی به شمار می‌رود. آن‌ها کشورهای بسیاری را تحت پوشش دارند که مردم ایالات متحده نیز جز آن هستند. کشورهای آسیایی چین، هنگ کونگ، ارمنستان، کره جنوبی، ژاپن، سنگاپور و تایلند و از کشورهای نزدیک به ایران، ترکیه را شامل می‌شود.